# Kanton Saint-Benoît-du-Sault
Kanton Saint-Benoît-du-Sault (francouzsky Canton de Saint-Benoît-du-Sault) je francouzský kanton v departementu Indre v regionu Centre-Val de Loire. Tvoří ho 14 obcí.

## Obce kantonu
- Beaulieu
- Bonneuil
- Chaillac
- La Châtre-Langlin
- Chazelet
- Dunet
- Mouhet
- Parnac
- Roussines
- Sacierges-Saint-Martin
- Saint-Benoît-du-Sault
- Saint-Civran
- Saint-Gilles
- Vigoux